# Ray Oldenburg
Pour les articles homonymes, voir Oldenburg.
Ray Oldenburg, né le 7 avril 1932 et mort le 21 novembre 2022, est un sociologue urbain américain connu pour ses écrits sur l'importance des lieux de rassemblement publics informels pour le bon fonctionnement de la société civile, la démocratie et l'engagement civique. Il a inventé le terme "tiers-lieu" et est l'auteur du livre Celebrating The Third Place et The Great Good Place, qui a été un choix de la rédaction du The New York Times Book Review pour 1989.

## Carrière académique
Oldenburg a été pour une part importante de sa carrière (1967-2001) professeur au département de sociologie et d'anthropologie de l'université de West Florida (en) à Pensacola. Il a obtenu son Bachelor à l'université d'État de Mankato en 1954, son Master à l'université du Minnesota en 1965 et son doctorat à l'université du Minnesota en 1968.

## Philosophie
Oldenburg suggère que les bars, les rues principales, les pubs, les cafés, les cafés-restaurants, les bureaux de poste et autres "tiers lieux" sont le cœur de la vitalité sociale d'une communauté et le fondement d'une démocratie fonctionnelle. Ils favorisent l'égalité sociale en nivelant le statut des invités, fournissent un cadre pour la politique de base, créent des habitudes d'association publique et offrent un soutien psychologique aux individus et aux communautés.
Oldenburg constate que dans les sociétés suburbaines modernes, le temps est principalement passé dans des premiers (domicile) et deuxièmes (travail) lieux isolés. En revanche, les tiers lieux offrent un espace public neutre permettant à une communauté de se connecter et d'établir des liens. Les tiers lieux "accueillent les rassemblements réguliers, volontaires, informels et joyeusement anticipés des individus au-delà des domaines de la maison et du travail".